# László Jeney
Dans le nom hongrois Jeney László, le nom de famille précède le prénom, mais cet article utilise l’ordre habituel en français László Jeney, où le prénom précède le nom.
László Jeney (né le 30 mai 1923 à Cluj en Roumanie, mort le 24 avril 2006 à Budapest) est un joueur de water-polo hongrois. 
Joueur de l'équipe de Hongrie de water-polo masculin, il est champion olympique aux Jeux olympiques d'été de 1952 et aux Jeux olympiques d'été de 1956, médaillé d'argent olympique en 1948 et médaillé de bronze olympique en 1960.
Il a joué en club pour le Vasas Sport Club, le Ferencvárosi TC et le Budapest Honvéd.